# NGC 4673
NGC 4673 (другие обозначения — UGC 7933, MCG 5-30-73, MK 656, ZWG 159.70, PGC 43008) — эллиптическая галактика (E1) в созвездии Волосы Вероники.
В галактике наблюдается повышенное ультрафиолетовое излучение, и потому её относят к галактикам Маркаряна.
Этот объект входит в число перечисленных в оригинальной редакции «Нового общего каталога».